# جائزة العقاب الذهبي
جائزة العقاب الذهبي (بالروسية: премия Золотой Орёл) هي جائزة تمنح من الأكاديمية الوطنية لفنون وعلوم الصور المتحركة في روسيا لتكريم المحترفين في صناعة الأفلام الروسية من مخرجين وممثلين وكُتاب. يعتبر الحفل الذي تقيمه الأكاديمية أحد أبرز احتفالات توزيع الجوائز السنمائية في روسيا، إلى جانب جائزة نيكا.
يوجد 20 فئة مختلفة للجائزة، وتمنح كل شهر يناير للأفلام السينمائية والمسلسلات التلفزيونية المنتجة في روسيا خلال العام السابق. الجائزة المقدمة هي تمثال صغير على شكل طائر العُقاب فضي اللون، مصنوع في الأصل من النحاس مع قاعدة من اليشم. التمثال من تصميم النحات فيكتور ميتروشين، وعُدل لاحقًا بواسطة شركة كاريرا و كاريرا الإسبانية. أسست الجائزة من نيكيتا ميخالكوف سنة 2002 كثقل موازن لجائزة نيكا التي أسست سنة 1987.

## التاريخ
تأسست جائزة النسر الذهبي في 4 مارس 2002 من قبل الأكاديمية الوطنية لفنون وعلوم الصور المتحركة في روسيا. دشنت الجائزة رسميًا في مهرجان موسكو السينمائي الدولي بنسخته 24، وذلك في 26 يونيو 2002. وكان أول الفائزين هم أندري تاركوفسكي وجورج جيهسيونوف وفيودور خيتروك وتاتيانا سامويلوفا وميشيل ليغراند وبرناردو برتولوتشي.
أعلن عن المرشحين الأوائل في 20 سبتمبر 2002، وذلك في مؤتمر صحفي في اتحاد المصورين السينمائيين. ومع ذلك، أُجل حفل توزيع الجوائز، الذي كان مقررًا في 27 سبتمبر 2002، بسبب وفاة سيرجي بودروف جونيور وطاقمه، الذين لقوا حتفهم في مضيق كارمادون. ونتيجة لذلك، أقيم حفل توزيع الجوائز الأول في 25 يناير 2003.

## التصميم
منذ البداية كان تمثال "العقاب الذهبي" مصنوعًا من النحاس مع سبيكة ذهبية حوله وقاعدته من حجر اليشم. وقد صنعه النحات فيكتور ميتروشين، عُدل لاحقًا بواسطة شركة كاريرا و كاريرا الإسبانية، التي يقع مقرها في مدريد. يقوم 8 أشخاص من ثماني مهن مختلفة، بما في ذلك المصمم والصاقل، بتصنيع كل نموذج في حوالي 55 ساعة.

## فروع الجائزة
تتكون جائزة العقاب الذهبي من 20 جائزة تقديرية للأفلام من العام السابق، بالإضافة إلى جوائز فخرية للإنجازات في مسيرة سينمائية طويلة.
| - أفضل فيلم روائي طويل - أفضل فيلم تلفزيوني أو مسلسل قصير - أفضل مسلسل تلفزيوني - أفضل فيلم وثائقي - أفضل فيلم رسوم متحركة - أفضل مخرج - أفضل سيناريو - أفضل ممثلة في فيلم - أفضل ممثلة تلفزيونية - أفضل ممثل رئيسي | - أفضل ممثل تلفزيوني - أفضل ممثلة مساعدة - أفضل ممثل مساعد - أفضل تصوير سينمائي - أفضل إخراج فني - أفضل تصميم أزياء - أفضل موسيقى تصويرية - أفضل مونتاج فيلم - أفضل مهندس صوت - أفضل فيلم بلغة أجنبية |